# Tordenskjold (1880)

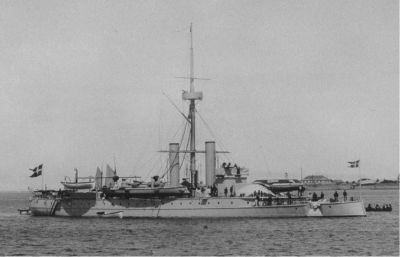
Tordenskjold, фотографія 1884 року

Tordenskjold був броненосцем берегової оборони військово-морських сил Данії. Названий в честь віцеадмірала Петера Торденшельда, переможця у битві при Дюнекілені під час Великої Північної війни в 1716 році. 
Корабель служив з 1882 по 1908 рік.  

## Конструкція

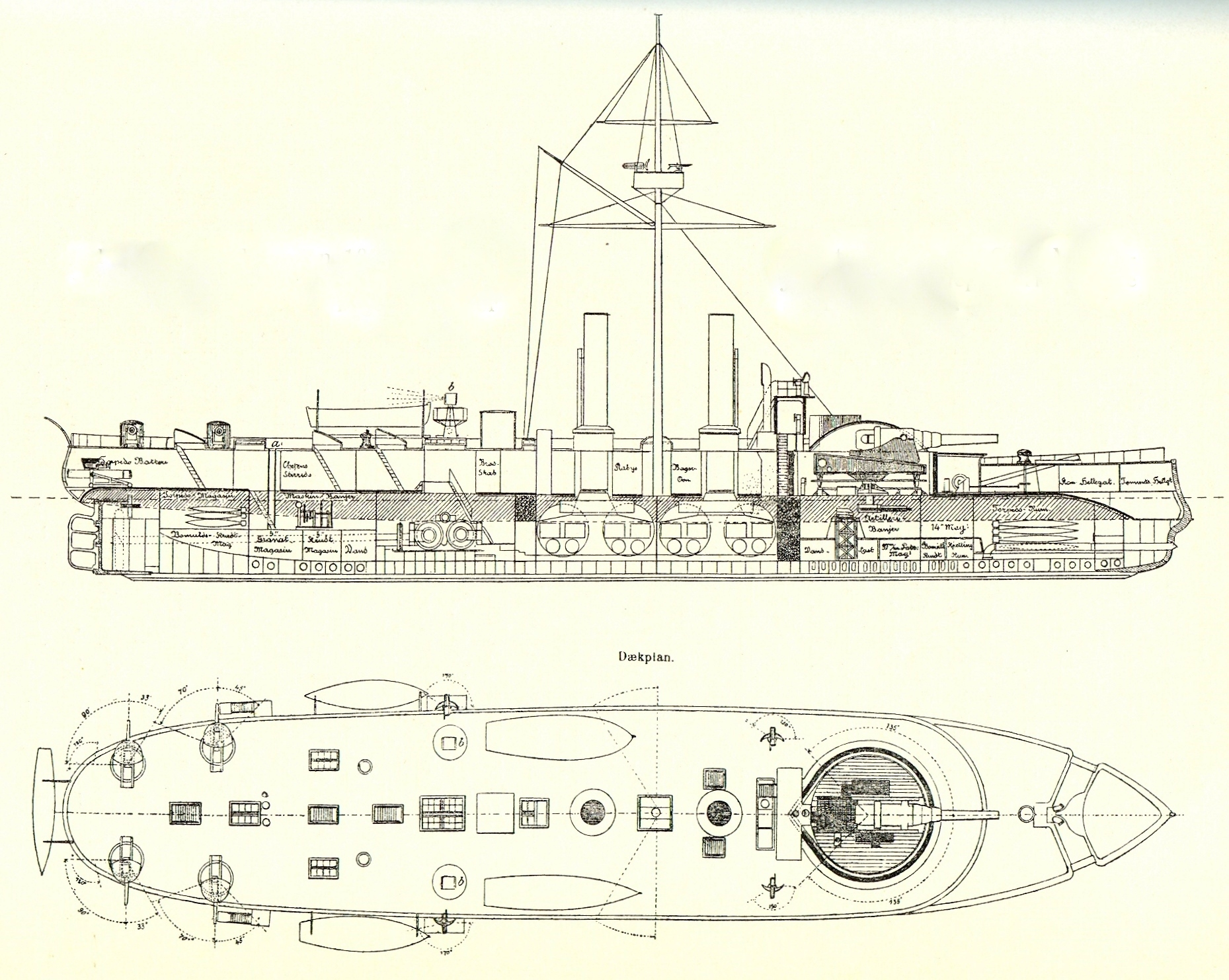
План корабля

14 дюймова гармата головного калібру знаходилася у барбеті. Фактично лише він був захищений потужною бронею, корабель не мав броньового поясу, лише броньову палубу зі скосами. Класифікується як торпедний таран.